# Thal Ghat
| Güterzug mit Dampflok erklimmt den Thal Ghat. Aufnahme von 1924 gemacht bei der Block & Catch Siding Cabin 3, Blickrichtung Süden. Hinter dem Zug ist das Catch Siding sichtbar. |                               |                                  |                                  |
| |                               |                                  |                                  |
| Streckenlänge: | 14 km                         |                                  |                                  |
| Spurweite: | 1676 mm (Kolonialspur)        |                                  |                                  |
| Stromsystem: | bis 19. Februar 2006: 3 kV =  |                                  |                                  |
| Stromsystem: | bis 19. Februar 2006: 25 kV ~ |                                  |                                  |
| Maximale Neigung: | 27 ‰                          |                                  |                                  |
| Minimaler Radius: | 340 m                         |                                  |                                  |
| |                               |                                  |                                  |
| \| \| \| von Mumbai \| \| \| \| \| Kasara \| 308 m \| \| \| \| \| \| \| \| \| Tunnel No. 1 \| \| \| \| \| Reversing Station bis ca. 1924 \| \| \| \| \| \| \| \| \| \| Schutzgleis \| \| \| \| \| Block & Catch Siding Cabin 3 \| \| \| \| \| Schutzgleis \| \| \| \| \| \| \| \| \| \| \| \| \| \| \| Tunnel No. 2, ohne Down-Line \| \| \| \| \| Schutzgleis, Up-Line \| \| \| \| \| Tunnel No. 3 \| \| \| \| \| Block & Catch Siding Cabin 2 \| \| \| \| \| Tunnel No. 4 \| \| \| \| \| nur Down-Line \| \| \| \| \| Tunnel No. 5 \| \| \| \| \| Tunnel No. 6 \| \| \| \| \| Schutzgleis, Up- und Middle-Line \| \| \| \| \| Block & Catch Siding Cabin 1 \| \| \| \| \| Tunnel No. 7 \| \| \| \| \| nur Down-Line \| \| \| \| \| Tunnel No. 8, nur Up-Line \| \| \| \| \| nur Down-Line \| \| \| \| \| Schutzgleis, Up-Line \| \| \| \| 21 \| Igatpuri \| 599 m \| \| \| \| nach Pune \| \| |                               |                                  |                                  |
| Strecke |                               | von Mumbai                       | von Mumbai                       |
| Bahnhof |                               | Kasara                           | 308 m                            |
| Brücke |                               |                                  |                                  |
| Tunnelanfang |                               | Tunnel No. 1                     | Tunnel No. 1                     |
| Kopfbahnhof Streckenanfang (Strecke außer Betrieb) · Tunnelende |                               | Reversing Station bis ca. 1924   | Reversing Station bis ca. 1924   |
| Abzweig geradeaus und nach links (Strecke außer Betrieb) · Abzweig geradeaus und ehemals nach rechts |                               |                                  |                                  |
| Strecke (außer Betrieb) · Abzweig geradeaus und von links |                               | Schutzgleis                      | Schutzgleis                      |
| Strecke (außer Betrieb) · Blockstelle |                               | Block & Catch Siding Cabin 3     | Block & Catch Siding Cabin 3     |
| Abzweig geradeaus und von rechts (Strecke außer Betrieb) · Strecke |                               | Schutzgleis                      | Schutzgleis                      |
| Tunnel (Strecke außer Betrieb) · Strecke |                               |                                  |                                  |
| Strecke nach links (außer Betrieb) · Abzweig geradeaus und ehemals von rechts |                               |                                  |                                  |
| Tunnel |                               | Tunnel No. 2, ohne Down-Line     | Tunnel No. 2, ohne Down-Line     |
| Abzweig geradeaus und ehemals von rechts |                               | Schutzgleis, Up-Line             | Schutzgleis, Up-Line             |
| Tunnel |                               | Tunnel No. 3                     | Tunnel No. 3                     |
| Blockstelle |                               | Block & Catch Siding Cabin 2     | Block & Catch Siding Cabin 2     |
| Tunnel |                               | Tunnel No. 4                     | Tunnel No. 4                     |
| Brücke |                               | nur Down-Line                    | nur Down-Line                    |
| Tunnel |                               | Tunnel No. 5                     | Tunnel No. 5                     |
| Tunnel |                               | Tunnel No. 6                     | Tunnel No. 6                     |
| Abzweig geradeaus und von rechts |                               | Schutzgleis, Up- und Middle-Line | Schutzgleis, Up- und Middle-Line |
| Blockstelle |                               | Block & Catch Siding Cabin 1     | Block & Catch Siding Cabin 1     |
| Tunnel |                               | Tunnel No. 7                     | Tunnel No. 7                     |
| Brücke |                               | nur Down-Line                    | nur Down-Line                    |
| Tunnel |                               | Tunnel No. 8, nur Up-Line        | Tunnel No. 8, nur Up-Line        |
| Brücke |                               | nur Down-Line                    | nur Down-Line                    |
| Abzweig geradeaus und von rechts |                               | Schutzgleis, Up-Line             | Schutzgleis, Up-Line             |
| Bahnhof | 21                            | Igatpuri                         | 599 m                            |
| Strecke |                               | nach Pune                        | nach Pune                        |

Thal Ghat, auch Tal Ghat, Thull Ghat, Thul Ghat, Thul Ghaut oder Kasara Ghat, ist eine Passhöhe auf 585 m Höhe über dem Meeresspiegel ungefähr 90 km nordöstlich von Mumbai in den Westghats. Der Ghat liegt auf dem Handelsweg von Mumbai nach Agra und erstellt eine Verbindung zum Dekkan-Plateau. Der Thal Ghat zusammen mit dem Bhor Ghat sind die einzigen Stellen in der Nähe von Mumbai, wo die Eisenbahn die Westghats überwinden kann. Die Verkehrswege überqueren den Pass von Kasara nach Igatpuri, beide Orte liegen im indischen Bundesstaat Maharashtra.

## Eisenbahn

### Streckenbeschreibung
Die Strecke über den Thal Ghat wurde von der Great Indian Peninsular Railway (GIPR) erstellt und 1865 eröffnet. Die ursprüngliche 15,3 km lange Strecke wies eine Spitzkehre auf und hatte 6 Brücken sowie 13 Tunnel. Die Brücken hatten Längen zwischen 25 und 55 m, alle Tunnel zusammen eine Länge von 2,4 km.
Im Jahre 1924 wurde die Spitzkehre aufgehoben und durch eine neue kürzere Streckenführung ersetzt, sodass die Strecke nur noch 14 km lang war. Sie wies nun nur noch vier größere Brücken und acht Tunnel auf.
Die drei Gleise der Strecke Kasara–Igatpuri werden Up-Line, Middle-Line und Down-Line genannt. Die Bezeichnungen haben keine Beziehung zu den berg- oder talwärts fahrenden Zügen, sondern zu den Richtungen, wie sie im Fahrplan festgelegt sind, weshalb die talwärts fahrenden Züge die Up-Line benutzen.
Der Bahnhof Igatpuri und die Blockstellen 1 und 3 sind mit sogenannten Catch Sidings, deutsch ‚Fang- oder Schutzgleise‘ ausgerüstet. Sie dienen dazu talwärts fahrende Züge bei Bremsversagen sicher zum Stehen zu bringen. Sollte ein Zug nicht bremsen können, wird er in das Schutzgleis geleitet, das steil bergaufwärts führt und so den Zug zum Stehen bringt.

### Betrieb
Anfangs wurden Dampflokomotiven für die Personen- und Güterzüge eingesetzt. Der Betrieb auf der Gebirgsstrecke war aufwendig. So musste in den 1920er-Jahren ein 1450-t-Güterzug mit einer 1’E-Dampflokomotive geführt werden, die zusätzlich von einer Vierkuppler-Tenderlokomotive in der Mitte des Zuges und am Schluss des Zuges unterstützt wurde.
Im Jahre 1929 nahm die Great Indian Peninsula Railway auf der Strecke von Bombay (Mumbai) nach Igatpuri den elektrischen Betrieb mit 1500 Volt Gleichstrom auf. Die eingesetzten Lokomotiven basierten auf Schweizer Technologie und wurden größtenteils in England in Lizenz gebaut.
Die Güterzüge wurden von Lokomotiven der EF/1-Klasse geführt, die später bei Indian Railways als WCG-1-Klasse bezeichnet wurden und zur Familie der Krokodil-Lokomotiven gehört. Diese Lokomotiven wurden auch zum Nachschieben der Reisezüge eingesetzt. Zwei Lokomotiven der EF/1-Klasse konnten einen 1000-t-Güterzug bergwärts führen, talwärts waren 1600 t erlaubt.

Vor den Personen- und Schnellzügen wurden die Lokomotiven der EA/1-Klasse eingesetzt, die bei Indian Railways als WCP-1-Klasse bezeichnet wurden. Sie waren bei Ablieferung mit einer Höchstgeschwindigkeit von 85 Meilen per Stunde (137 km/h) die schnellste in Serie gebaute Elektrolokomotiven der Welt.  

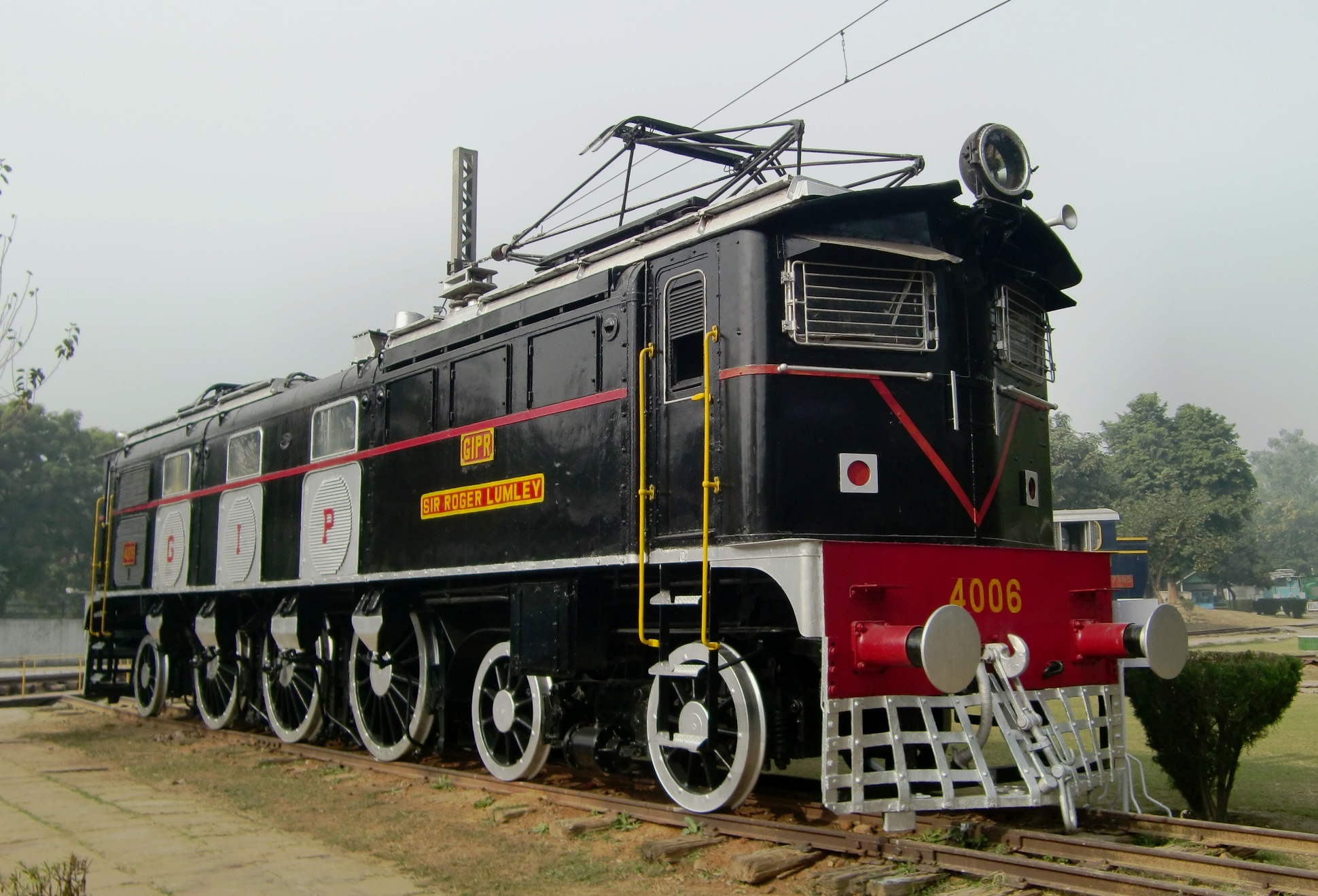
EA/1-Klasse für Reisezüge
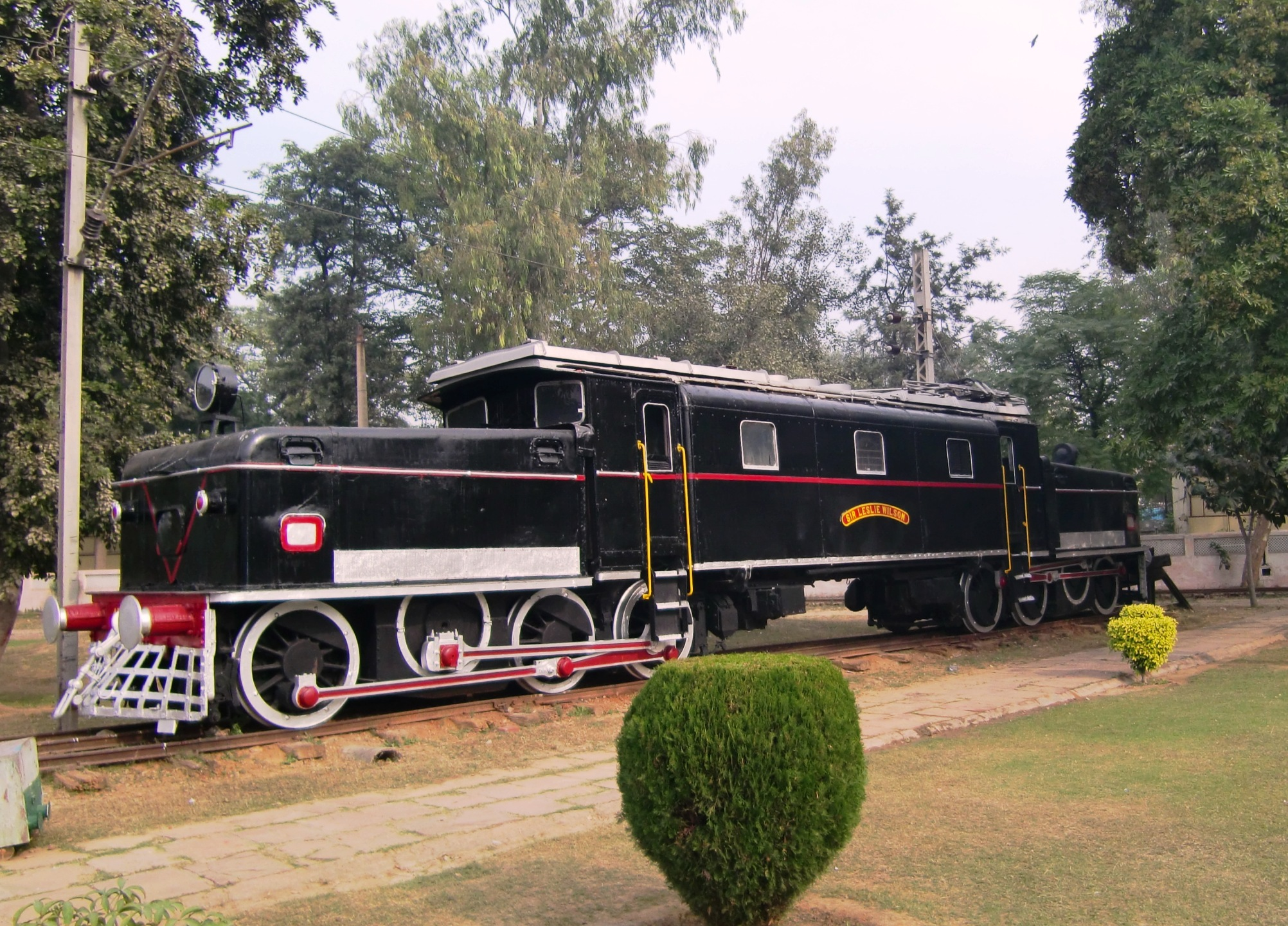
EF/1-Klasse für Güterzüge

Die Lokomotiven aus der Anfangszeit des elektrischen Betriebes zeigten gegen Ende der 1960er-Jahre Altersschwächen. Sie sollten anfänglich durch Lokomotiven der WCM-Klasse ersetzt werden, die sich aber vor Güterzügen nicht bewährten.
Es wurden deshalb ab 1970 Lokomotiven der Klasse WCG-2 beschafft. Diese Lokomotiven waren bei Ablieferung die leistungsfähigsten schwersten und stärksten Lokomotiven von Indian Railways. Sie führten die Güterzüge über den Thal Ghat und schoben die Reisezüge über den Pass nach.
Im Februar 2006 wurde der elektrische Betrieb von Gleich- auf Wechselstrom umgestellt. Der Schiebedienst wurde von WAG-9 Lokomotiven übernommen.